# Need for Speed: High Stakes
Need for Speed: High Stakes, lansat ca Need for Speed: Road Challenge în Europa și Brazilia, iar în Japonia ca Over Drivin' IV, este un joc de curse făcut de EA Canada și publicat de Electronic Arts. Este al patrulea joc din seria Need for Speed.
Acest joc oferă o serie de mașini sport exotice și piste situate în Europa de Vest și America de Nord.

## Gameplay

Versiunea PC a jocului Need for Speed: High Stakes.

Acest joc seamăna la modurile de joc cu predecesorul său Need for Speed III: Hot Pursuit dar aduce în plus și modul de turneu. Cu toate acestea High Stakes a introdus câteva tipuri noi de gameplay: High Stakes, Getaway și Career. High Stakes este un tip de cursă, în care premiul era maṣina învinsului. În Getaway, jucătorul trebuie să depășească o mașină de poliție și să se mențină în fața acesteia pentru o anumită perioadă de timp. Modul Career încorporează un sistem monetar de răsplătire a jucătorului, în cazul câștigării unei curse, bani cu care acesta putea cumpăra alte mașini sau upgrade-uri de performanță. Este de asemenea ultimul joc din seria Need for Speed în care era valabil modul de jucare în Split-Screen.
O altă inovație a fost introducerea modelelor de lovire. Vehiculele care erau implicate în accidente sufereau deformări fizice și penalități de performanță. După o cursă în modul Career există opțiunea de a face reparații și de a upgrada mașina.
Versiunea PlayStation a jocului, lansat cu câteva luni înaintea versiunii PC, avea un gameplay îmbunătățit. AI-ul jocului era mult mai avansat; cei cinci AI, cum ar fi Nemesis, Bully și alții, aveau calități de conducere diferite.